# Упгант-Шот
Упгант-Шот (нем. Upgant-Schott) — община в Германии, в земле Нижняя Саксония.
Входит в состав района Аурих. Подчиняется союзу общин Брокмерланд. Население составляет 3848 человек (на 31 декабря 2010 года).
| Год  | Население |
| ---- | --------- |
| 1990 | 2967      |
| 1995 | 3311      |
| 2000 | 3637      |
| 2005 | 3842      |
| 2010 | 3879      |